# Xã Chester, Quận Wells, Indiana
Xã Chester (tiếng Anh: Chester Township) là một xã thuộc quận Wells, tiểu bang Indiana, Hoa Kỳ. Năm 2010, dân số của xã này là 936 người.